# Plunge Protection Team
Plunge Protection Team (officiellt Working group for Financial Markets, WGFM) skapades av president Ronald Reagans Executive Order 12631 som svar på börskraschen 1987. Plunge Protection Team är en liten grupp av män med stor makt, som kan agera bakom stängda dörrar och inte är ansvariga inför kongressen. Gruppen består bland annat av USA:s president, ordföranden i Federal Reserve, ordföranden i Securities and Exchange Commission samt ordföranden i Commodity Futures Trading Commission. 